# Mantisatta
Mantisatta är ett släkte av spindlar. Mantisatta ingår i familjen hoppspindlar.
Kladogram enligt Catalogue of Life:
| Mantisatta | \| \| Mantisatta longicauda \| \| \| \| \| \| Mantisatta trucidans \| \| \| \| |
|            | \| \| Mantisatta longicauda \| \| \| \| \| \| Mantisatta trucidans \| \| \| \| |
|            | Mantisatta longicauda                                                          |
|            |                                                                                |
|            | Mantisatta trucidans                                                           |
|            |                                                                                |